# 댄스 파티

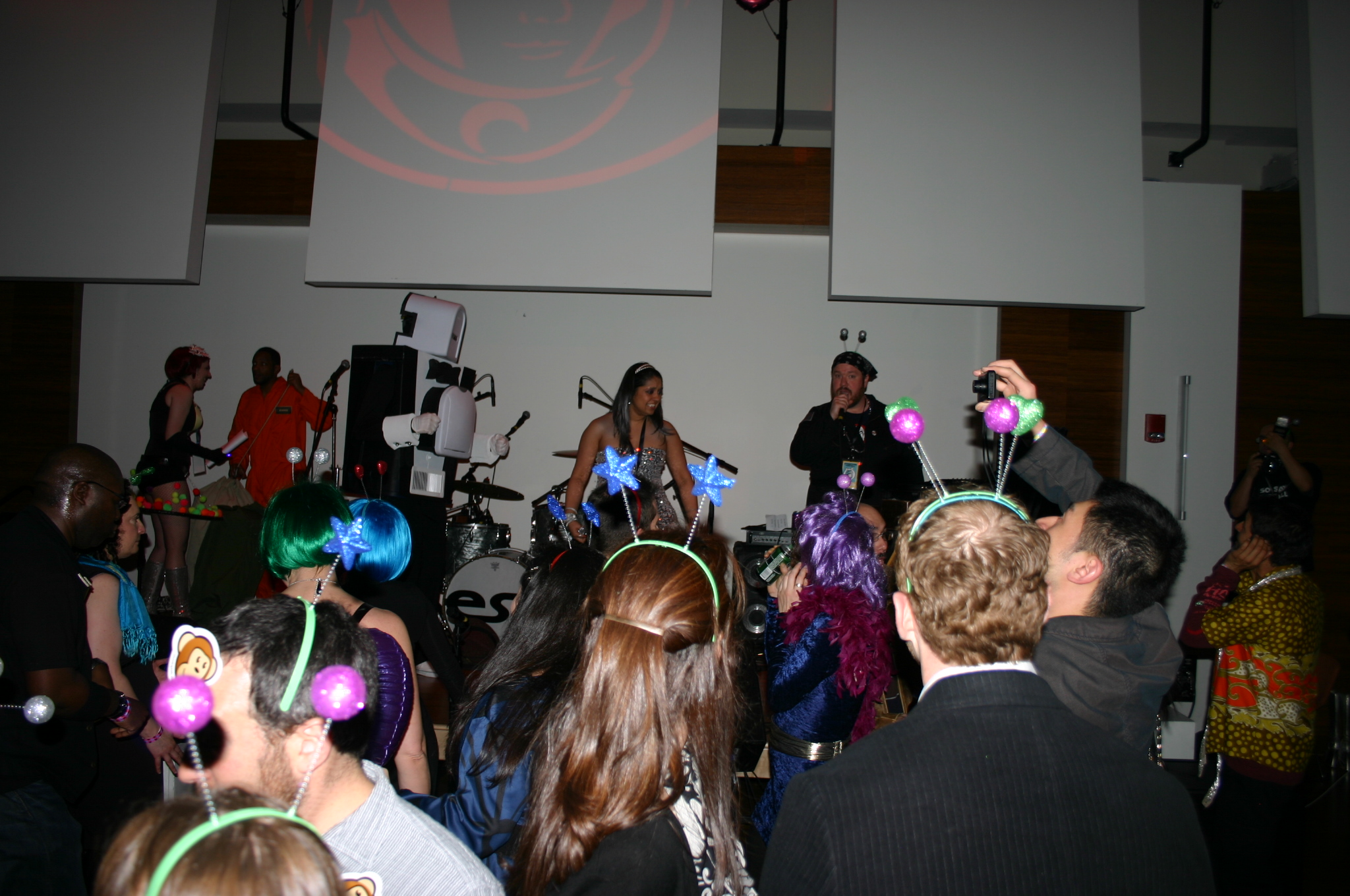
댄스 파티

댄스 파티(Dance party)는 바, 나이트 클럽 등에서 팝, 디스코, 일렉트로 니카, 하우스, 테크노, 트랜스 등의 댄스 음악에 맞춰 춤을 추는 파티이다. 노래는 일반적으로 DJ에 의해 선곡 된다. 댄스 파티에서는 댄스에 의한 자기 표현이 필수적이기 때문에, 참가자 간의 대화는 중요하지 않다. 10대 후반 등 젊은이들에게 인기가 있다. 일반적으로 밤에 진행된다. 흥분을 높이기 위해 엑스터시(MDMA) 등의 불법 약물 남용을 하는 경우도 있어 사회 문제가 될 수도 있다.

## 같이 보기
- 무도회
- 프롬